# Mads Roerslev
Mads Roerslev (Copenhague, 24 de junio de 1999) es un futbolista danés. Juega de defensa y su equipo es el Brentford F. C. de la Premier League inglesa.

## Trayectoria
Nacido en Copenhague, comenzó su carrera en el F. C. Copenhague y fue promovido al primer equipo en la temporada 2016-17. Debutó en el club el 26 de octubre de 2016 contra el Jammerbugt FC por la Copa de Dinamarca, donde además debutó con un gol en la victoria por 6-1. En su etapa en el club, jugó a préstamo en el Halmstads BK y el Vendsyssel FF. Dejó el club en agosto de 2019, jugó 13 encuentros en tres temporadas.
El 7 de agosto de 2019 fichó por el Brentford F. C. Fue un jugador recurrente en la campaña 2020-21, donde el Brentford aseguró el ascenso en los playoffs. En su primera temporada en la Premier League jugó 21 encuentros.
El 27 de enero de 2025 fue cedido al VfL Wolfsburgo hasta el final de la temporada.

## Selección nacional
Roerslev fue internacional en categorías inferiores por Dinamarca desde la sub-17. Disputó el Campeonato Europeo Sub-17 de la UEFA 2016, el Campeonato Europeo de la UEFA Sub-19 2018 y la Eurocopa Sub-21 de 2021.
El 18 de noviembre de 2024 hizo su debut con la selección de Dinamarca en un partido de la Liga de Naciones de la UEFA 2024-25 ante Serbia que finalizó en empate a cero.

## Estadísticas
Actualizado al último partido disputado el 9 de mayo de 2025.
| Club | Div.          | Temporada     | Liga(1) | Liga(1) | Copas nacionales(2) | Copas nacionales(2) | Copas internacionales(3) | Copas internacionales(3) | Total | Total |
| Club | Div.          | Temporada     | Part.   | Goles   | Part.               | Goles               | Part.                    | Goles                    | Part. | Goles |
| --- | ------------- | ------------- | ------- | ------- | ------------------- | ------------------- | ------------------------ | ------------------------ | ----- | ----- |
| F. C. Copenhague Dinamarca | 1.ª           | 2016-17       | 3       | 0       | 2                   | 1                   | 0                        | 0                        | 5     | 1     |
| Halmstads BK · Suecia | 1.ª           | 2017          | 1       | 0       | —                   | —                   | —                        | —                        | 1     | 0     |
| Halmstads BK · Suecia | Total club    | Total club    | 1       | 0       | 0                   | 0                   | 0                        | 0                        | 1     | 0     |
| F. C. Copenhague Dinamarca | 1.ª           | 2017-18       | 2       | 0       | 1                   | 0                   | 0                        | 0                        | 3     | 0     |
| F. C. Copenhague Dinamarca | 1.ª           | 2018-19       | 0       | 0       | 1                   | 0                   | 4                        | 0                        | 5     | 0     |
| F. C. Copenhague Dinamarca | Total club    | Total club    | 5       | 0       | 4                   | 1                   | 4                        | 0                        | 13    | 1     |
| Vendsyssel FF Dinamarca | 1.ª           | 2018-19       | 5       | 0       | 1                   | 0                   | —                        | —                        | 6     | 0     |
| Vendsyssel FF Dinamarca | Total club    | Total club    | 5       | 0       | 1                   | 0                   | 0                        | 0                        | 6     | 0     |
| Brentford F. C. Inglaterra | 2.ª           | 2019-20       | 12      | 0       | 2                   | 0                   | —                        | —                        | 14    | 0     |
| Brentford F. C. Inglaterra | 2.ª           | 2020-21       | 20      | 0       | 2                   | 0                   | —                        | —                        | 22    | 0     |
| Brentford F. C. Inglaterra | 1.ª           | 2021-22       | 21      | 1       | 5                   | 0                   | —                        | —                        | 26    | 1     |
| Brentford F. C. Inglaterra | 1.ª           | 2022-23       | 20      | 0       | 3                   | 0                   | —                        | —                        | 23    | 0     |
| Brentford F. C. Inglaterra | 1.ª           | 2023-24       | 34      | 1       | 4                   | 0                   | —                        | —                        | 38    | 1     |
| Brentford F. C. Inglaterra | 1.ª           | 2024-25       | 19      | 0       | 4                   | 0                   | —                        | —                        | 23    | 0     |
| Brentford F. C. Inglaterra | Total club    | Total club    | 126     | 2       | 20                  | 0                   | 0                        | 0                        | 146   | 2     |
| VfL Wolfsburgo · Alemania | 1.ª           | 2024-25       | 7       | 0       | 0                   | 0                   | —                        | —                        | 7     | 0     |
| VfL Wolfsburgo · Alemania | Total club    | Total club    | 7       | 0       | 0                   | 0                   | 0                        | 0                        | 7     | 0     |
| Total carrera | Total carrera | Total carrera | 144     | 2       | 25                  | 1                   | 4                        | 0                        | 173   | 3     |
| (1) Incluye datos de los playoffs de la Superliga de Dinamarca y los playoffs de la EFL Championship. (2) Incluye datos de la Copa de Dinamarca, la Copa de la Liga de Inglaterra y la FA Cup. (3) Incluye datos de la Liga Europa de la UEFA. |               |               |         |         |                     |                     |                          |                          |       |       |